# Kōki Machida
Kōki Machida (jap. 町田浩樹, Machida Kōki; * 25. August 1997 in Ibaraki) ist ein japanischer Fußballspieler, welcher aktuell bei der TSG 1899 Hoffenheim unter Vertrag steht.

## Vereinskarriere
Kōki Machida erlernte das Fußballspielen in den Jugendmannschaften der Kashima Antlers in Kashima. Hier unterschrieb er 2016 auch seinen ersten Profivertrag. Bis Ende 2019 spielte er 32-mal in der ersten Liga, der J1 League.
Anfang Januar 2022 wurde er bis zum Ende der Saison 2022/23 an den belgischen Erstdivisionär Royale Union Saint-Gilloise ausgeliehen. Infolge einer Hüftverletzung wurde er in der Saison 2022/23 ab Saisonende bis zum Jahreswechsel nicht eingesetzt. Entsprechend kam er nur auf acht von 40 möglichen Ligaspielen für Saint Gilloise in dieser Saison sowie ein Pokalspiel und ein Spiel in der Europa League.
Ende März 2023 macht Saint Gilloise von der vereinbarten Kaufoption Gebrauch und schloss mit Machida einen Vertrag bis zum Ende der Saison 2025/26 ab. In der Saison 2023/24 bestritt er 31 von 40 möglichen Ligaspielen, in denen er ein Tor schoss. Dazu kamen 11 Spiele im Europapokal und drei Pokalspiele mit zwei Toren, die mit dem Gewinn des belgischen Pokals endeten. In der nächsten Saison waren es 34 von wiederum 40 möglichen Ligaspielen mit wiederum einem Tor, drei Pokalspiele, 10 Spiele im Europapokal sowie das gewonnene Spiel um den belgischen Supercup. Die Saison endete mit dem Gewinn der belgischen Meisterschaft.
Zur Saison 2025/26 wechselte Machida in die deutsche Bundesliga zur TSG 1899 Hoffenheim.

## Nationalmannschaft
Am 12. Januar 2020 bestritt Machida sein erstes Spiel in der japanischen U 23-Nationalmannschaft im Rahmen eines Qualifikationsspieles zur U 23-Asienmeisterschaft gegen Syrien.
Im März 2023 wurde er in den Kader der A-Nationalmannschaft für zwei Freundschaftsspiele gegen Uruguay und Kolumbien berufen, dann aber nicht eingesetzt. Sein erstes Länderspiel war dann ein Freundschaftsspiel im September 2023 gegen die Japan.
Bei der erst 2024 durchgeführten Asienmeisterschaft 2023 gehörte er zum japanischen Kader und wurde im letzten Gruppenspiel und im Achtelfinale eingesetzt.

## Erfolge
- J1 League

Vizemeister: 2017
- Kaiserpokal

Zweiter: 2019
- Belgischer Meister: 2024/25
- Belgischer Pokalsieger: 2023/24
- Gewinner belgischer Supercup: 2024